# Rivula continentalis
Rivula continentalis là một loài bướm đêm trong họ Erebidae.